# 第83回東京優駿
第83回東京優駿は、2016年5月29日に東京競馬場で施行された、競馬の競走である。

## 出走馬の状況
皐月賞を人気薄ながら勝利したディーマジェスティをはじめ、同レース2着で、若駒ステークス、弥生賞を勝っていたマカヒキ、また3着になったきさらぎ賞勝ち馬のサトノダイヤモンドや前年の朝日杯フューチュリティーステークスを制したリオンディーズ、そのレースで2着のエアスピネルなどが出走を決めた。
またトライアル競走を勝った馬については、青葉賞勝ち馬ヴァンキッシュラン、プリンシパルステークス勝ち馬のアジュールローズがいる。これらの馬たちも出走を決めた。トライアル競走ではないが、京都新聞杯を勝ったスマートオーディンも出走した。

### トライアル競走の結果
第76回皐月賞 GI
- 中山・芝2000mで施行[2]。
- 4着以内に優先出走権が与えられる。

| 着順 | 競走馬名           | 性齢 | 騎手       | タイム | 着差           |
| ---- | ------------------ | ---- | ---------- | ------ | -------------- |
| 1着  | ディーマジェスティ | 牡3  | 蛯名正義   | 1:57.9 | レースレコード |
| 2着  | マカヒキ           | 牡3  | 川田将雅   | 1:58.1 | 1馬身1/4       |
| 3着  | サトノダイヤモンド | 牡3  | C.ルメール | 1:58.3 | 1馬身1/4       |
| 4着  | エアスピネル       | 牡3  | 武豊       | 1:58.4 | ハナ           |
| 5着  | リオンディーズ     | 牡3  | M.デムーロ | 1:58.4 | 1/2馬身        |

※最後の直線でのリオンディーズのエアスピネル及びサトノダイヤモンドに対する進路妨害により、リオンディーズは4位入線から5着に降着、エアスピネルは4着となった。
第23回青葉賞 GII
- 東京・芝2400mで施行。
- 2着以内に優先出走権が与えられる。

| 着順 | 競走馬名           | 性齢 | 騎手       | タイム | 着差     |
| ---- | ------------------ | ---- | ---------- | ------ | -------- |
| 1着  | ヴァンキッシュラン | 牡3  | 内田博幸   | 2:24.2 |          |
| 2着  | レッドエルディスト | 牡3  | 四位洋文   | 2:24.4 | 1馬身1/4 |
| 3着  | レーヴァテイン     | 牡3  | C.ルメール | 2:24.9 | 3馬身    |

 プリンシパルステークス OP 
- 東京・芝2000mで施行。
- 1着馬に優先出走権が与えられる。

| 着順 | 競走馬名           | 性齢 | 騎手       | タイム | 着差     |
| ---- | ------------------ | ---- | ---------- | ------ | -------- |
| 1着  | アジュールローズ   | 牡3  | H.ボウマン | 1:59.2 |          |
| 2着  | マイネルラフレシア | 牡3  | 柴田大知   | 1:59.4 | 1馬身1/4 |
| 3着  | ゼーヴィント       | 牡3  | 石川裕紀人 | 1:59.5 | 3/4馬身  |

### その他の主な前哨戦の結果
第21回NHKマイルカップ GI
- 東京・芝1600ⅿで施行。

| 着順 | 競走馬名           | 性齢 | 騎手       | タイム | 着差    |
| ---- | ------------------ | ---- | ---------- | ------ | ------- |
| 1着  | メジャーエンブレム | 牝3  | C.ルメール | 1:32.8 |         |
| 2着  | ロードクエスト     | 牡3  | 池添謙一   | 1:32.9 | 3/4馬身 |
| 3着  | レインボーライン   | 牡3  | 福永祐一   | 1:32.9 | クビ    |

第64回京都新聞杯 GII
- 京都・芝2200mで施行。

| 着順 | 競走馬名           | 性齢 | 騎手     | タイム | 着差     |
| ---- | ------------------ | ---- | -------- | ------ | -------- |
| 1着  | スマートオーディン | 牡3  | 戸崎圭太 | 2:12.6 |          |
| 2着  | アグネスフォルテ   | 牡3  | 松山弘平 | 2:12.7 | 3/4馬身  |
| 3着  | ロイカバード       | 牡3  | 池添謙一 | 2:12.9 | 1馬身1/2 |

## 出走馬と枠順
2016年5月29日 第2回東京競馬第12日目 第10競走
天気：晴れ、馬場状態：良、発走時刻：15時40分
※全頭とも性齢は「牡3歳」、斤量は57kg。
| 枠番 | 馬番 | 競走馬名           | 騎手                 | 騎乗回数       | 馬主                                 | 単勝人気 | 単勝人気 | 馬体重 ［kg］ |
| 枠番 | 馬番 | 競走馬名           | 騎手                 | 騎乗回数       | 馬主                                 | オッズ   | 人気     | 馬体重 ［kg］ |
| ---- | ---- | ------------------ | -------------------- | -------------- | ------------------------------------ | -------- | -------- | ------------- |
| 1    | 1    | ディーマジェスティ | 蛯名正義             | 22年連続24回目 | 嶋田賢                               | 3.5      | 1        | 472           |
| 1    | 2    | マイネルハニー     | 柴田大知             | 2年連続4回目   | （株）サラブレッドクラブ・ラフィアン | 175.1    | 14       | 464           |
| 2    | 3    | マカヒキ           | 川田将雅             | 6年連続10回目  | 金子真人ホールディングス（株）       | 4.0      | 3        | 502           |
| 2    | 4    | レインボーライン   | 福永祐一             | 14年連続17回目 | 三田昌宏                             | 155.4    | 12       | 432           |
| 3    | 5    | エアスピネル       | 武豊                 | 6年連続27回目  | （株）ラッキーフィールド             | 21.3     | 7        | 476           |
| 3    | 6    | アグネスフォルテ   | 松山弘平             | 2年ぶり3回目   | 渡辺公美子                           | 274.5    | 16       | 430           |
| 4    | 7    | ロードクエスト     | 岩田康誠             | 3年連続10回目  | （株）ロードホースクラブ             | 70.0     | 9        | 450           |
| 4    | 8    | サトノダイヤモンド | クリストフ・ルメール | 2年連続2回目   | 里見治                               | 3.8      | 2        | 500           |
| 5    | 9    | マウントロブソン   | トミー・ベリー       | 初騎乗         | 金子真人ホールディングス（株）       | 89.8     | 10       | 468           |
| 5    | 10   | スマートオーディン | 戸崎圭太             | 2年ぶり4回目   | 大川徹                               | 11.7     | 5        | 480           |
| 6    | 11   | アジュールローズ   | ヒュー・ボウマン     | 初騎乗         | （株）キャロットファーム             | 159.4    | 13       | 492           |
| 6    | 12   | リオンディーズ     | ミルコ・デムーロ     | 2年連続4回目   | （株）キャロットファーム             | 5.5      | 4        | 496           |
| 7    | 13   | レッドエルディスト | 四位洋文             | 5年ぶり15回目  | （株）東京ホースレーシング           | 57.8     | 8        | 504           |
| 7    | 14   | ヴァンキッシュラン | 内田博幸             | 2年ぶり10回目  | 島川隆哉                             | 16.6     | 6        | 496           |
| 7    | 15   | イモータル         | 石川裕紀人           | 初騎乗         | 金子真人ホールディングス（株）       | 268.6    | 15       | 514           |
| 8    | 16   | ブレイブスマッシュ | 横山典弘             | 3年連続20回目  | 島川隆哉                             | 350.6    | 17       | 476           |
| 8    | 17   | プロフェット       | 浜中俊               | 2年ぶり4回目   | （株）キャロットファーム             | 375.5    | 18       | 456           |
| 8    | 18   | プロディガルサン   | 田辺裕信             | 3年ぶり3回目   | 金子真人ホールディングス（株）       | 104.0    | 11       | 488           |

- トミー・ベリー、ヒュー・ボウマン、石川裕紀人の3騎手はダービー初騎乗。
- 6枠の11番アジュールローズと12番リオンディーズは共に（株）キャロットファームの所有馬であるため、リオンディーズ騎乗のミルコ・デムーロに染め分け帽が使用された。

## レース結果

### レース内容
スタートは4番のレインボーラインと9番のマウントロブソンがスタートの出が良くなく、後方からの競馬に。一方で好スタートを切ったのは、マイネルハニー。エアスピネルもなかなかのスタートを切った。
先頭に立ったのはマイネルハニー。2番手にはアグネスフォルテがつけた。前走かかってしまったリオンディーズは前には行かず、後ろに下げた。人気のマカヒキ、サトノダイヤモンド、ディーマジェスティは中団あたりに位置をとった。
向正面では前から4・5番手にエアスピネル、中団やや前にサトノダイヤモンド、その内にマカヒキ、その後ろからディーマジェスティといった展開になった。
前半1000mはジャスト60秒で通過した。
第3コーナーにかけても、依然としてマイネルハニーが先頭のままレースは進んだ。
そして迎えた最後の直線。
マイネルハニーが前で粘るが、エアスピネルが早めにそれをかわし先頭に立った。その後ろにマカヒキ、並んでサトノダイヤモンドが位置し、大外から二冠を狙うディーマジェスティもやってきた。その頃マカヒキはエアスピネルが壁となり出てこられなくなってしまった。だがここでサトノダイヤモンドが外へ膨れたため、マカヒキは間から抜け出すことができ、サトノダイヤモンドに並びかけた。そして残り150mの地点で粘り続けるエアスピネルをサトノダイヤモンドとマカヒキ、その後ろにいたディーマジェスティが交わし、勝負は完全にマカヒキとサトノダイヤモンドの2頭の争いとなった。両者一歩も譲らない激しい叩き合いが続き、並んだままほぼ同時にゴールした。
ゴールしたあと、叩き合いを演じた両馬の騎手、川田将雅とクリストフ・ルメールが手をつないで健闘をたたえた。
そして、長い写真判定の末、マカヒキに軍配が上がった。2頭の差はわずかに8cmだった。
一方、二冠を目指したディーマジェスティは、前の2頭の後方で3着に敗れた。

### レース着順

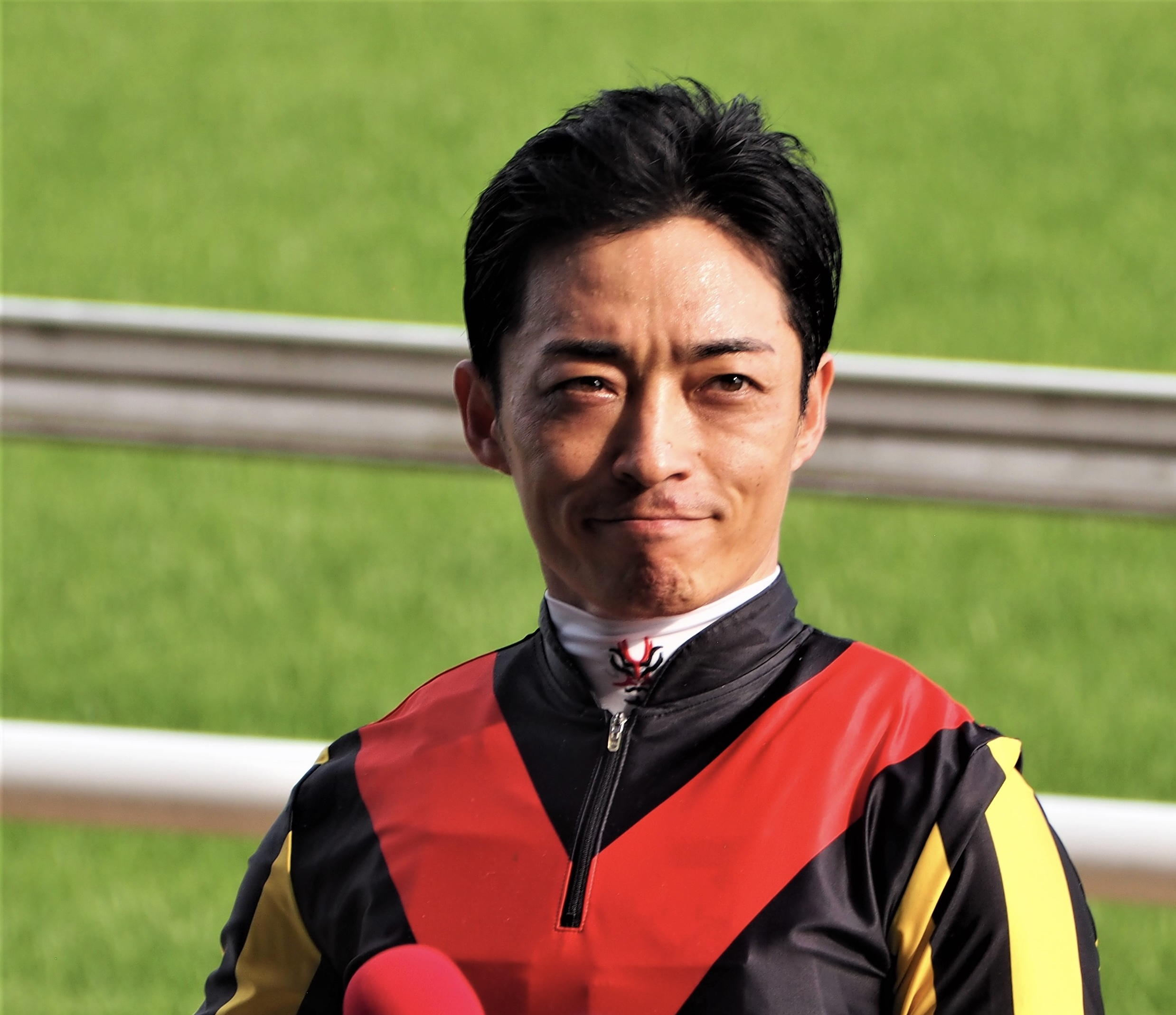
勝利騎手・川田将雅
（2023年5月21日）

| 着順 | 馬番 | 競走馬名           | タイム | 着差     | 上がり3F |
| ---- | ---- | ------------------ | ------ | -------- | -------- |
| 1    | 3    | マカヒキ           | 2:24.0 |          | 33.3     |
| 2    | 8    | サトノダイヤモンド | 2:24.0 | ハナ     | 33.4     |
| 3    | 1    | ディーマジェスティ | 2:24.1 | 1/2馬身  | 33.3     |
| 4    | 5    | エアスピネル       | 2:24.4 | 2馬身    | 34.0     |
| 5    | 12   | リオンディーズ     | 2:24.5 | 1/2馬身  | 33.2     |
| 6    | 10   | スマートオーディン | 2:24.5 | ハナ     | 33.6     |
| 7    | 9    | マウントロブソン   | 2:24.6 | 1/2馬身  | 33.5     |
| 8    | 4    | レインボーライン   | 2:24.7 | クビ     | 33.7     |
| 9    | 13   | レッドエルディスト | 2:24.8 | 3/4馬身  | 33.7     |
| 10   | 18   | プロディガルサン   | 2:24.9 | クビ     | 34.7     |
| 11   | 7    | ロードクエスト     | 2:25.0 | 3/4馬身  | 34.2     |
| 12   | 11   | アジュールローズ   | 2:25.1 | 1/2馬身  | 34.7     |
| 13   | 14   | ヴァンキッシュラン | 2:25.4 | 1馬身3/4 | 34.7     |
| 14   | 6    | アグネスフォルテ   | 2:25.4 | クビ     | 35.4     |
| 15   | 15   | イモータル         | 2:25.8 | 2馬身1/2 | 34.9     |
| 16   | 2    | マイネルハニー     | 2:25.9 | クビ     | 36.1     |
| 17   | 17   | プロフェット       | 2:26.1 | 1馬身1/2 | 36.0     |
| 18   | 16   | ブレイブスマッシュ | 2:35.1 | 大差     | 42.1     |

### 制裁
- プロフェット騎乗の浜中俊は第1コーナーで内側に斜行したため、過怠金3万円（被害馬：アグネスフォルテ）

### データ
| 1000m通過タイム     | 60.0秒（マイネルハニー） |
| 上がり4ハロン       | 46.2秒                   |
| 上がり3ハロン       | 34.2秒                   |
| 優勝馬上がり3ハロン | 33.3秒（マカヒキ）       |
| 上がり3ハロン最速   | 33.2秒（リオンディーズ） |

### 払戻
| 単勝   | 3 (3番人気)      | 400円   |
| 複勝   | 3 (3番人気)      | 130円   |
| 複勝   | 8 (2番人気)      | 120円   |
| 複勝   | 1 (1番人気)      | 140円   |
| 枠連   | 2-4 (2番人気)    | 700円   |
| 馬連   | 3-8 (1番人気)    | 700円   |
| 馬単   | 3>8 (3番人気)    | 1,420円 |
| ワイド | 3-8 (1番人気)    | 240円   |
| ワイド | 1-3 (2番人気)    | 280円   |
| ワイド | 1-8 (3番人気)    | 310円   |
| 3連複  | 1-3-8 (1番人気)  | 850円   |
| 3連単  | 3>8>1 (5番人気） | 4,600円 |

## エピソード

### 競走にまつわるエピソード
- サトノダイヤモンドは、向正面で左後肢を落鉄するアクシデントに見舞われていた。
- 上位の3頭は全てディープインパクト産駒であった。
- 上位の5頭は全て皐月賞の上位5着である。
- 「第83回」東京優駿の勝ち馬の馬番は「3」、2着馬の馬番は「8」であった。

### その他
- ベストターンドアウト賞はアジュールローズが選ばれた。
- 当日の来場者数は130,597人と発表された。

## 達成された記録
- このレースでマカヒキに騎乗し勝利した川田将雅は、クラシックの5競走（皐月賞・東京優駿・菊花賞・桜花賞・優駿牝馬）の史上8人目となる完全制覇を成し遂げた[3]。またGI勝利は2015年宝塚記念以来GI8勝目、重賞50勝目、中央通算964勝目。
- ディープインパクト産駒の東京優駿制覇は3頭目（ディープブリランテ・キズナ・マカヒキ）である。

## テレビ・ラジオ中継
本競走の実況担当者
- 日本放送協会（NHK）：三浦拓実[4]
  - 解説：鈴木康弘（日本調教師会 名誉会長）
- ラジオNIKKEI：中野雷太
- フジテレビ：青嶋達也
  - 解説：松本ヒロシ（競馬エイト・トラックマン）
- アール・エフ・ラジオ日本：細渕武揚[5]
- ニッポン放送：清水久嗣